# Kvarnsjön (Sävars socken, Västerbotten)
Kvarnsjön är en sjö i Umeå kommun i Västerbotten och ingår i Sävaråns huvudavrinningsområde. Sjön är 9 meter djup, har en yta på 0,176 kvadratkilometer och är belägen 243 meter över havet. Sjön avvattnas av vattendraget Kvarnbäcken. Vid provfiske har abborre, gädda och mört fångats i sjön.

## Delavrinningsområde
Kvarnsjön ingår i det delavrinningsområde (713419-170882) som SMHI kallar för Utloppet av Kvarnsjön. Medelhöjden är 271 meter över havet och ytan är 2,08 kvadratkilometer. Det finns inga avrinningsområden uppströms utan avrinningsområdet är högsta punkten. Kvarnbäcken som avvattnar avrinningsområdet har biflödesordning 2, vilket innebär att vattnet flödar genom totalt 2 vattendrag innan det når havet efter 73 kilometer. Avrinningsområdet består mestadels av skog (84 procent). Avrinningsområdet har 0,22 kvadratkilometer vattenytor vilket ger det en sjöprocent på 10,7 procent.